# Rui Zobaram
Rui Zobaram fut un militaire et un homme politique brésilien, administrateur de l'État de Santa Catarina de 1932 à 1933.
Originaire du Rio Grande do Sul, comme son prédécesseur, sa nomination exacerbe le sentiment d'exclusion des habitants de l'État de Santa Catarina vis-à-vis du pouvoir local.